# Zonsverduistering van 5 februari 1962

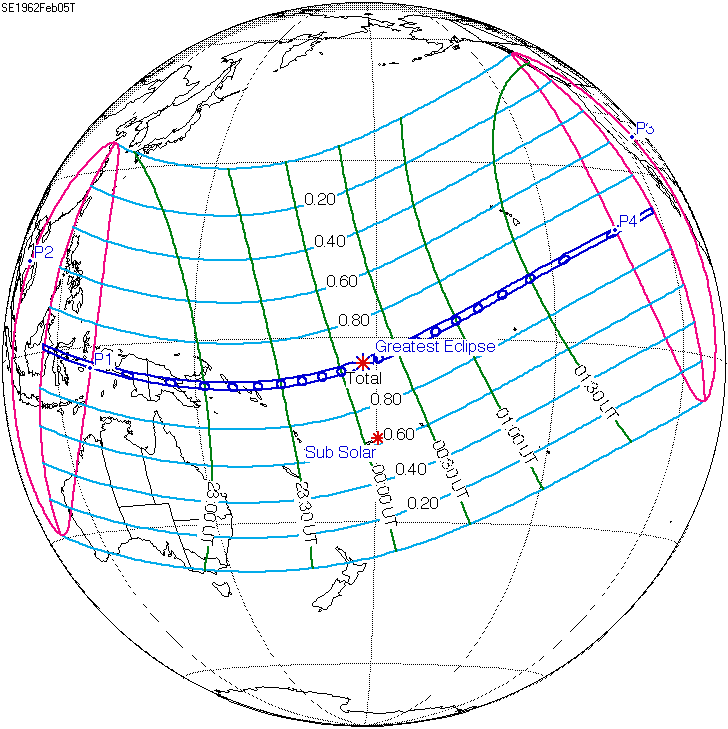
De zonsverduistering was te zien tussen de blauwe lijnen.

De totale zonsverduistering van 5 februari 1962 trok veel over zee, maar was achtereenvolgens te zien in Indonesië, Papoea-Nieuw-Guinea en Salomonseilanden.

## Lengte

### Maximum
Het punt met maximale totaliteit lag op zee ver van enig land bij coördinatenpunt 4.2315° Zuid / 178.0618° Oost en duurde 4m07,9s.

### Limieten
| Fenomeen                    | Code | Tijdstip UTC |
| --------------------------- | ---- | ------------ |
| Eerste contact bijschaduw   | P1   | 21:34:00.6   |
| Eerste contact kernschaduw  | U1   | 22:30:03.5   |
| Kernschaduw compleet vanaf  | U2   | 22:31:27.2   |
| Bijschaduw compleet vanaf   | P2   | 23:29:39.0   |
| Maximum eclips              | GE   | 00:12:03.3   |
| Bijschaduw compleet t/m     | P3   | 00:54:21.0   |
| Kernschaduw compleet t/m    | U3   | 01:52:34.7   |
| Laatste contact kernschaduw | U4   | 01:54:00.8   |
| Laatste contact bijschaduw  | P4   | 02:50:01.4   |